# Kissen

Albrecht Dürer: Kissenstudien

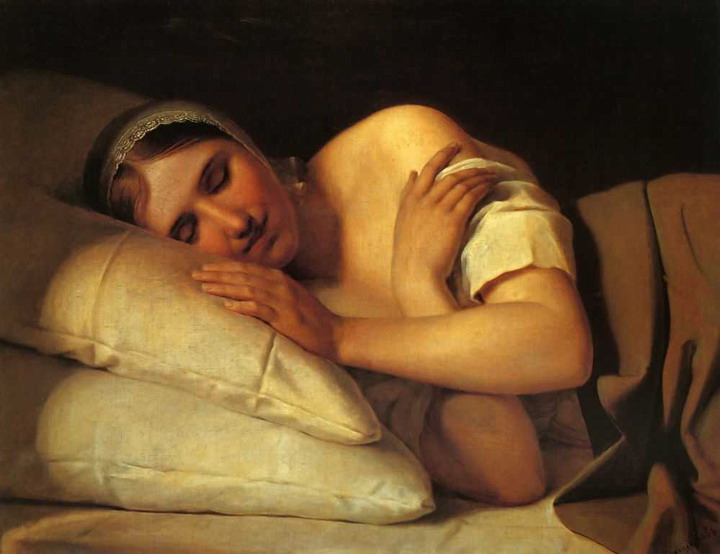
Zwei Kopfkissen auf einem Gemälde von Alexei Wenezianow

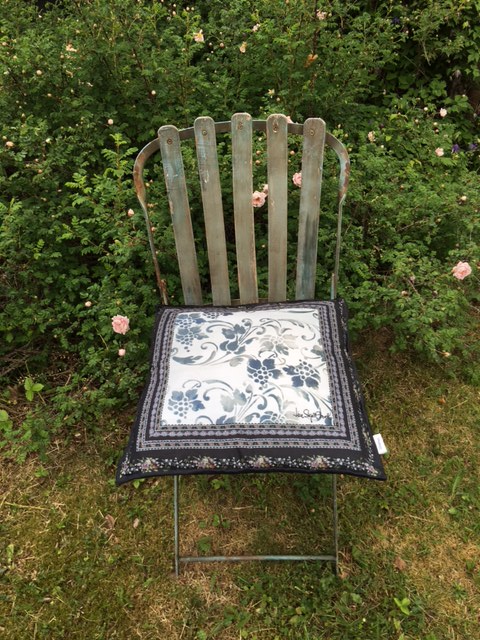
Flaches Sitzkissen auf einem Stuhl

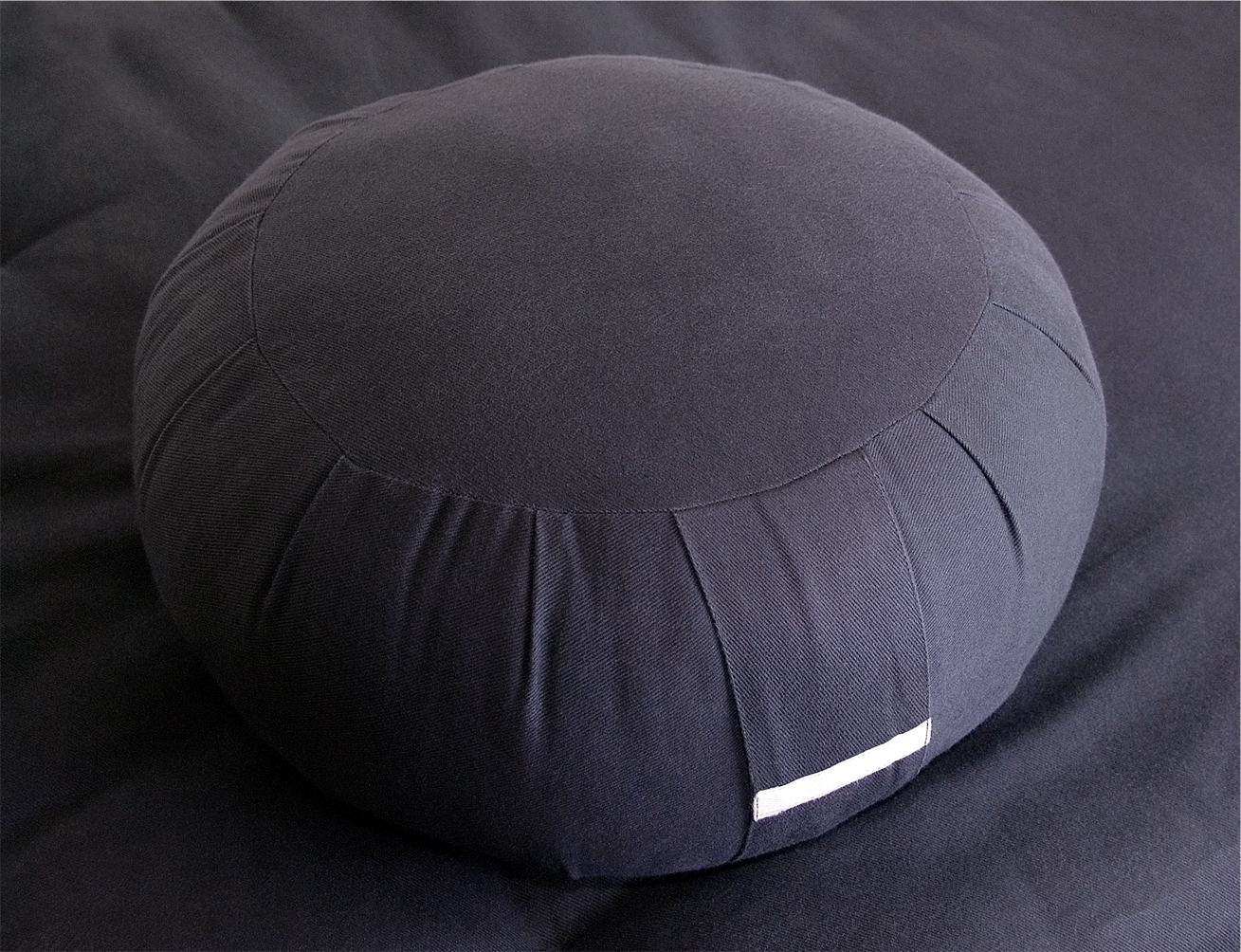
Voluminöses Sitzkissen für die Meditation

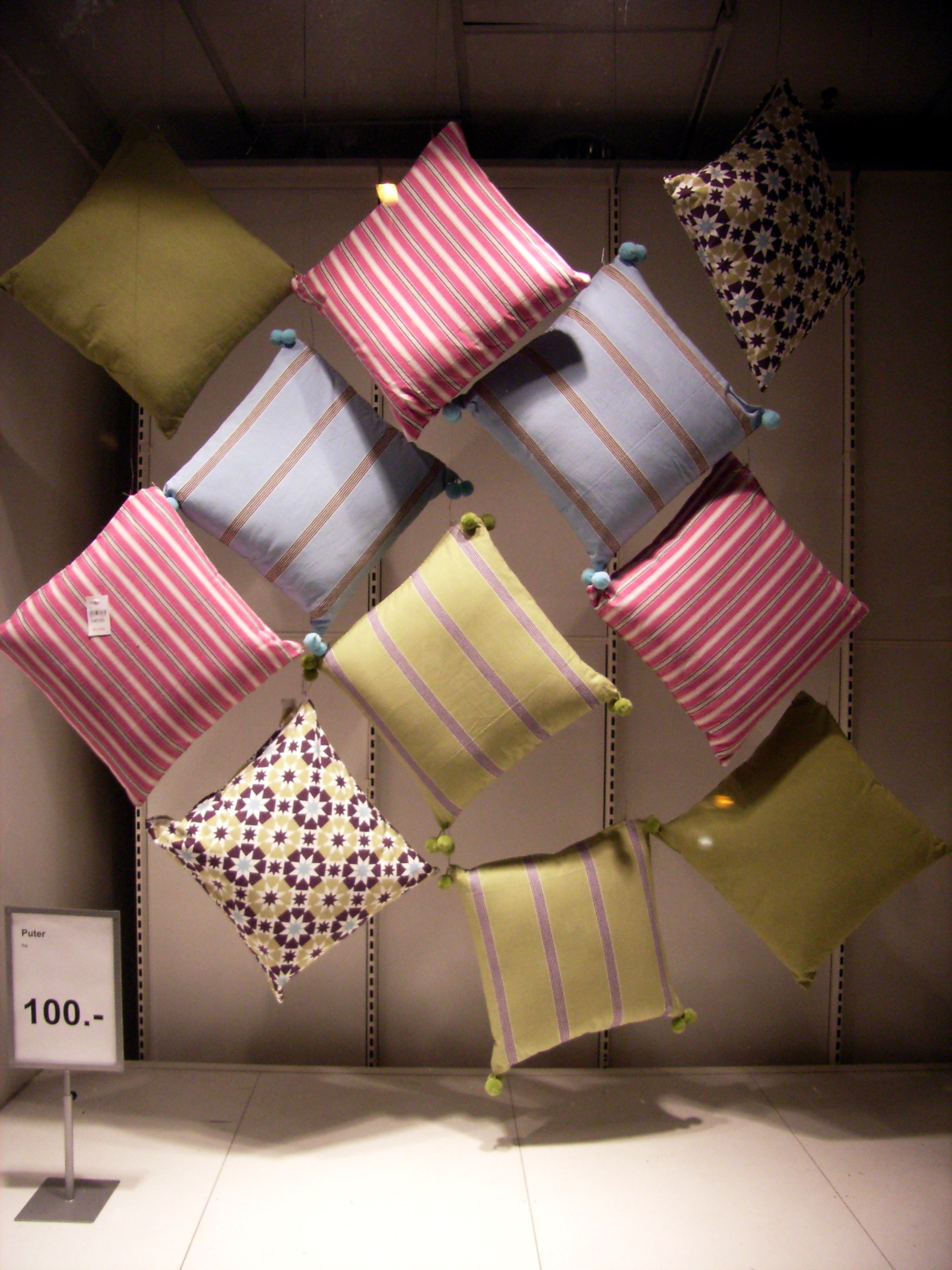
Schaufenster mit dekorativen Kissen

Ein Kissen, in Österreich Polster (Plural: Pölster), ist ein mit Daunen, Schaumstoff oder einem anderen weichen Material gefüllter und dichter Beutel. Das Gewebe zur Aufnahme der Füllung wird hierbei auch Einschütte oder Inlett genannt.
Es gibt keine einheitliche oder genormte Typisierung für Kissen. Kissen werden nach Verwendung und Füllung unterschieden. In asiatischen Ländern ist es üblich, Kissen mit Schafswolle zu füllen. Auch Füllungen mit Kernen oder Körnern oder mit Schlämmen (Torf oder Tonerde) sind üblich, allerdings nicht als weiche Unterlage, sondern als Wärmespeicher.

## Typen nach Verwendung
Kissen erfüllen oft mehrere Zwecke, sie können zum Beispiel für Polsterung und Wärme sorgen und zugleich dekorativ aussehen.

### Liegen und Sitzen
Ein Kopfkissen wird beim Liegen im Bett oder auf einem Sofa als stützende Unterlage des Kopfes benutzt. Da Kissen beim Liegen auch den Nacken oder den Rücken stützen können, spricht man allgemeiner von Ruhekissen. Eine Variante ist die meist mit Schaumstoff gefüllte Nackenrolle. Ein Badewannenkissen (kurz Badekissen) aus wasserundurchlässigem Material ist ein Kopf- oder Nackenkissen für die Badewanne.
Mit Sitzkissen ist heute meist eine Auflage für eine Sitzfläche gemeint, zum Beispiel ein Stuhlkissen zum Auflegen auf einen Stuhl. Im Gegensatz zu einer gepolsterten Sitzfläche ist das Kissen kein Bestandteil des Sitzmöbels. Ein hohes Sitzkissen kann zum anderen ein ganzes Sitzmöbel sein. Solche hohen Sitzkissen sind in vielen Kulturen verbreitet und werden beispielsweise als Zafu bei Sitzmeditationen verwendet. In Europa sind sie selten (vgl. Geschichte des Sitzens).
Das Achselkissen ist ein dreieckig geformtes Kissen, auf dem man sich mit der Achsel abstützen kann, wenn man auf dem Boden sitzt und zum Beispiel an einem niedrigen Tisch isst. Diese Form des Kissens wird fast ausschließlich in Thailand verwendet und aus bunt mit Indigo bemalter Baumwolle gefertigt.

### Dekoration
Zierkissen dienen als dekoratives Accessoire und Rückenstütze auf dem Sofa.
Ein Paradekissen ist ein zur Zierde auf dem eigentlichen Kopfkissen liegendes, größeres Kissen mit Stickereien oder anderen Verzierungen.

### Wärmespeicherung
Als Wärme- oder auch Kältekissen werden Körnerkissen verwendet. Sie geben die in den Körnern gespeicherte Wärme bzw. Kälte langsam wieder ab und wirken ähnlich wie eine Wärmflasche. Füllungen mit Kirschkern, Traubenkern, Weizenkorn, Dinkelkorn, Rapssaat sind üblich.

## Medizinische Aspekte

### Kopfstütze beim Schlafen
Aus medizinischer Sicht ist beim Schlafen ein Kopfkissen nötig: Es lagert den Kopf höher und entlastet dadurch die Halswirbelsäule. Ohne Kopfkissen würde die Halswirbelsäule im Schlaf abknicken, was zu Verspannungen und Schmerzen führen kann. Welche Art des Kopfkissens (Maße, Füllung usw.) sich am besten eignet, hängt von individuellen Bedürfnissen ab, nicht zuletzt von der bevorzugten Schlafposition (auf der Seite, auf dem Rücken oder auf dem Bauch).
- Für Seitenschläfer gibt es Seitenschläferkissen in verschiedenen Formen und Größen. Sehr lange Seitenschläferkissen reichen vom Kopf bis zu den Beinen, wo sie zusätzlich als Polster zwischen dem oberen und dem unteren Bein dienen.[5]
- Spezielle Nackenstützkissen sorgen dafür, dass der Kopf nicht ins Kissen einsinken kann. Wie hoch das Nackenkissen sein sollte, hängt von der Schlafposition und vom Härtegrad der Matratze ab.[6]
- Sogenannte Nackenhörnchen sind U-förmige Kissen, die das Schlafen im Sitzen ermöglichen.

### Orthopädische Kissen
Orthopädische Kissen entlasten zum Beispiel beim Sitzen das Steißbein oder helfen bei Dekubitus mit einem speziellen Druckmanagement.
Ein sogenanntes Briefträgerkissen fixiert als medizinisches Hilfsmittel den Unterarm, um das Schultergelenk nach Verletzungen oder Operationen zu schonen.

### Milben
In nahezu allen gebrauchten Kopfkissen leben Hausstaubmilben, deren Kot Allergien auslösen kann. Personen mit Hausstaubmilbenallergie sollten ihre Bettwäsche häufig wechseln und bei mindestens 60 °C waschen, da Milben erst bei dieser Temperatur getötet werden. Im Fall einer Milbenallergie können auch milbendichte Schutzbezüge („Encasings“) für Matratze, Bettdecke und Kissen eine geeignete Maßnahme sein.

### Pilzbefall
Außerdem sind Kopfkissen Brutstätte verschiedener Schimmelpilze, die Allergien, Infektionen und andere Krankheiten auslösen können. Im Jahr 2005 untersuchten Forscher an der Universität Manchester als kleine Stichprobe zehn Kopfkissen, die eineinhalb bis 20 Jahre in Gebrauch waren, und fanden pro Kissen 4 bis 16 Pilzarten, darunter am häufigsten den Schimmelpilz Aspergillus fumigatus. Für Gesunde ist dieser Befund unbedenklich, wobei Aspergillus fumigatus ohnehin in der Atemluft und in Haushalten vorhanden ist, mit besonders hohen Konzentrationen etwa im Biomüll und in Blumenerde. Die Belastung mit Schimmelpilzen kann vor allem Personen mit Immundefekt gefährden. Feuchtigkeit und Verklumpung der Füllung begünstigen das Wachstum von Schimmelpilzen. Entsprechend wird empfohlen, Kopfkissen regelmäßig zu lüften und durchzuschütteln. Als besonders wichtig gilt die vollständige Trocknung nach einem Waschgang.

## Kissenschlacht

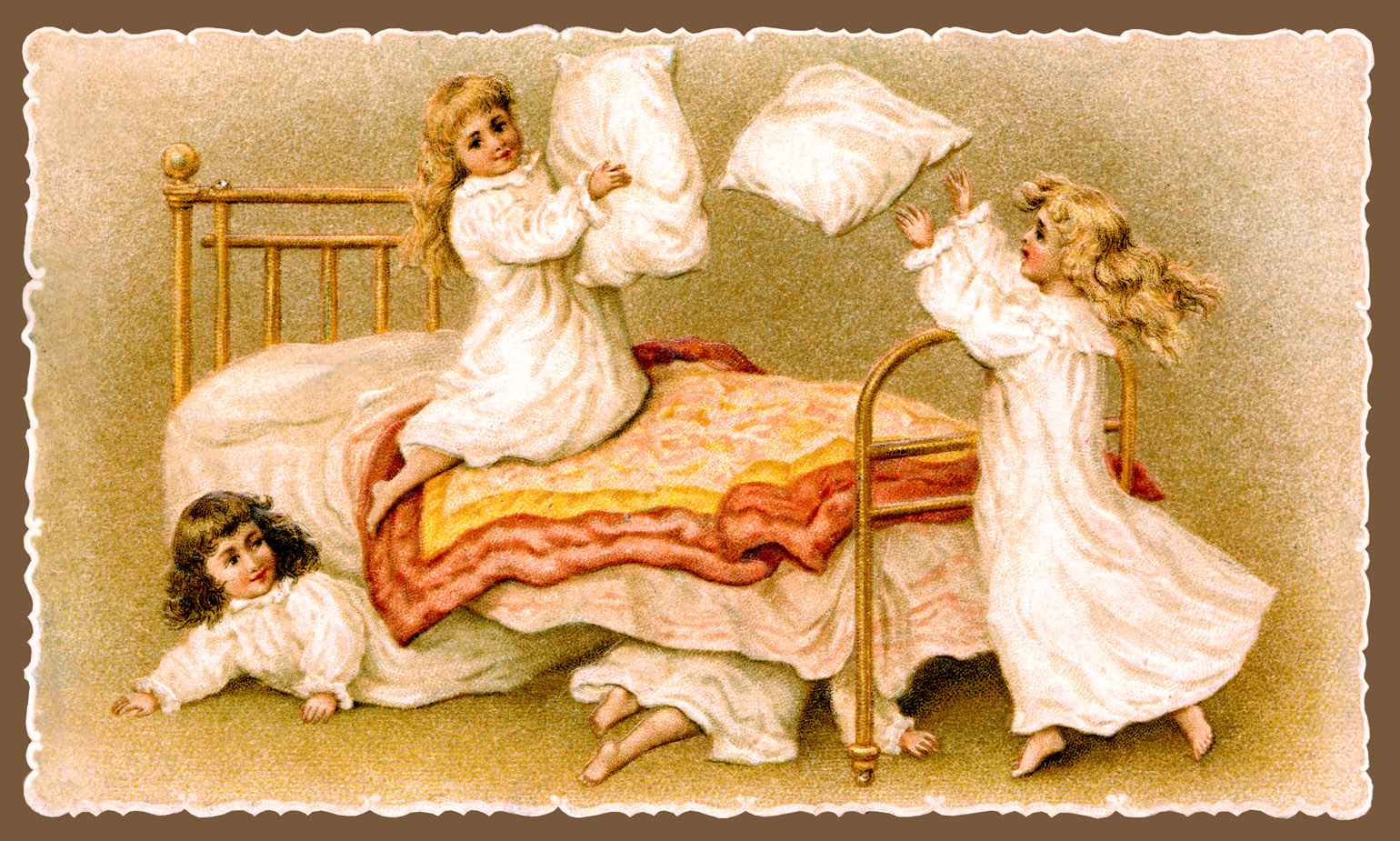
Polsterschlacht auf einer österreichischen Postkarte, 1901

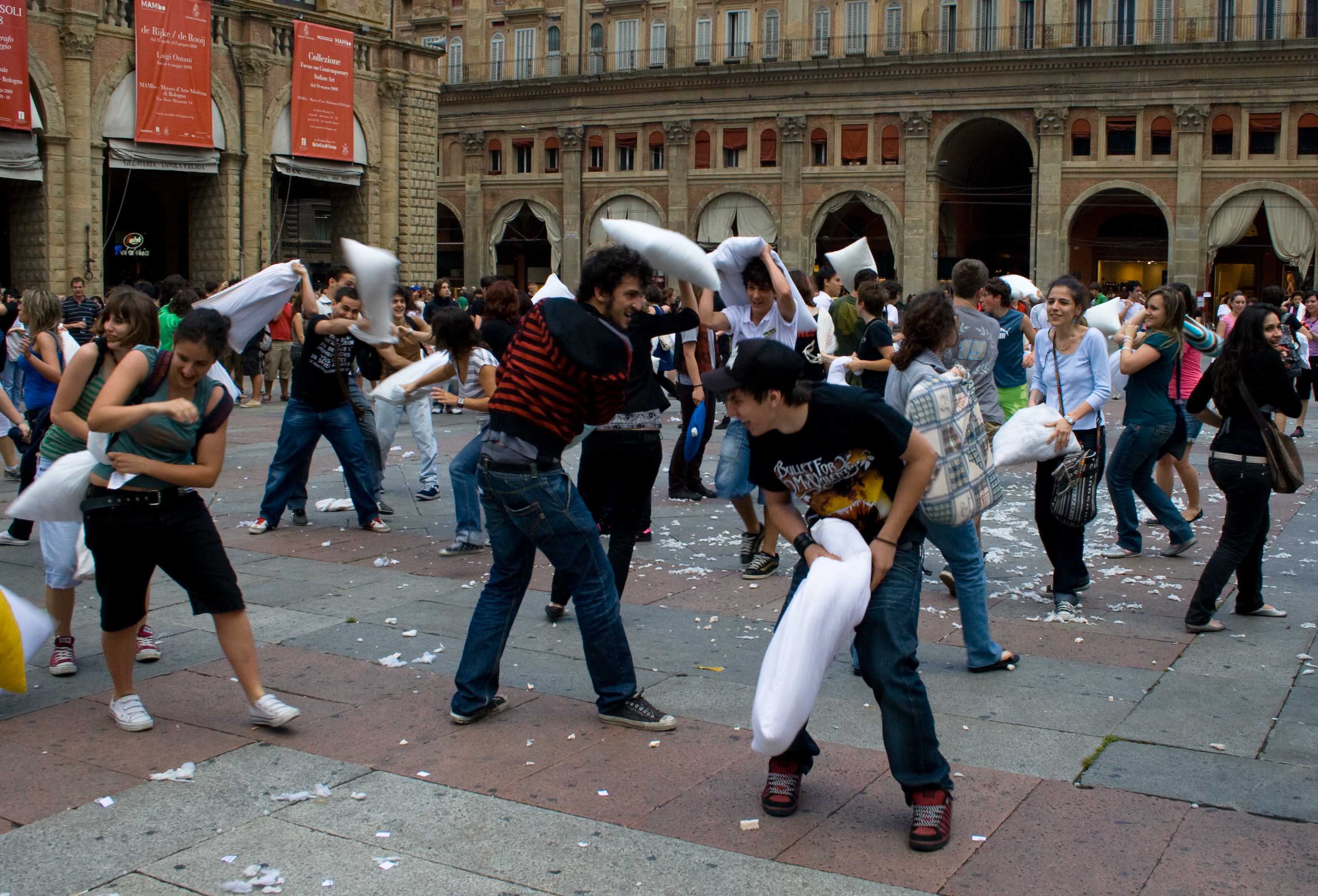
Kissenschlacht in Bologna, 2008

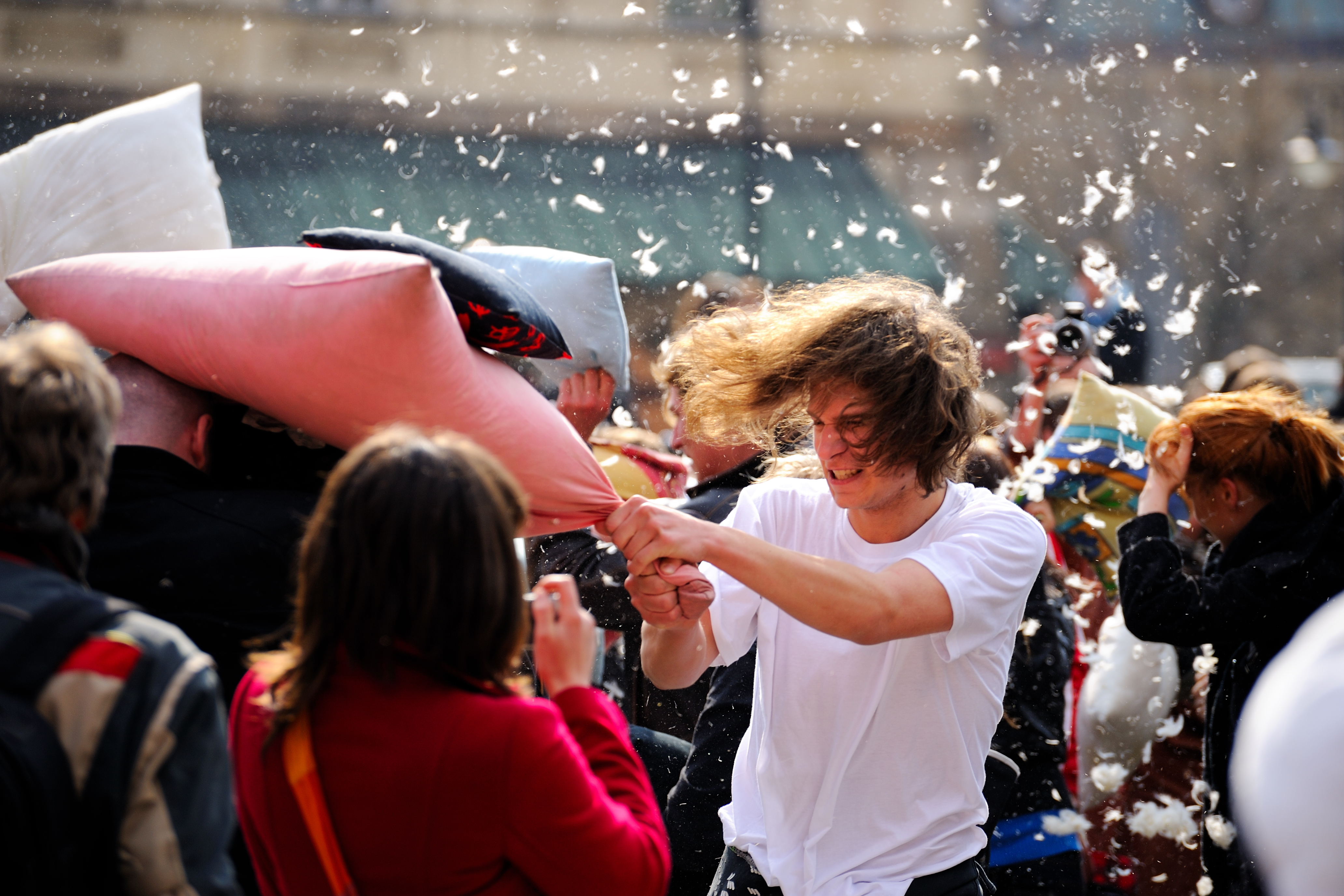
Kissenschlacht in Warschau, 2010

Als Kissenschlacht, in Österreich Polsterschlacht, bezeichnet man eine scherzhafte Balgerei, bei der Kissen geworfen werden und mit Kissen auf den Gegner eingeschlagen wird.
Bereits 1898 wurde mit A Favourite Nursery Scene ein Stummfilm mit einer Kissenschlacht gedreht.
Jeweils am ersten Samstag im April findet der Internationale Kissenschlacht-Tag statt (englisch International Pillow Fight Day).
Mit einer großen Kissenschlacht wurde am 7. Juni 2006 die Schlacht bei Jena und Auerstedt, die vor 200 Jahren stattfand, auf historischem Boden nachgestellt. 300 aktive „Kämpfer“ und fast ebenso viele Zuschauer waren an der Aktion beteiligt. Sie war Teil der Masterarbeit eines Studenten der Bauhaus-Universität Weimar im Fach „Kunst im öffentlichen Raum“, für die er die Note „sehr gut“ erhielt. Als Dauer der Veranstaltung waren 1,5 Stunden geplant. Sie wurde vom MDR und lokalen Fernsehsendern aufgezeichnet.
Die erste Polsterschlacht-Weltmeisterin wurde 2011 in New York gekürt. Die 24-jährige Studentin Gudrun Grondinger, Mitglied des Teams „Punching Polsters“ der „Austrian Pillow Fight League“, setzte sich gegen sieben Konkurrentinnen durch und holte Gold. Für den Titel gab es einen 45 Zentimeter hohen goldfarbenen Pokal.
Erstklässler in der Militärakademie in West Point, USA, führen traditionell im August eine Kissenschlacht durch. Weil Stahlhelme in die Kissen verpackt wurden, gab es 2015 Dutzende Verletzte.

## Kissenburg
Kissenburg ist die Bezeichnung für kleine Höhlen oder Grotten aus zusammengestellten Kissen und Decken, oft aus Kinderhand. Des Weiteren wird der Begriff auch von einigen Menschen als Bezeichnung für ihre Schlafstätte benutzt.

## Redewendung
„Ein gutes Gewissen ist ein sanftes Ruhekissen“ soll besagen: Wer nicht von Schuldgefühlen geplagt wird, schläft besser.